# Massimo Gramellini
Massimo Gramellini (Torino, 2 ottobre 1960) è un giornalista, scrittore e conduttore televisivo italiano, editorialista del Corriere della Sera.

## Biografia
Nato a Torino da una famiglia originaria della Romagna, la madre si suicidò quando, lui, aveva nove anni, ma la famiglia gli tenne nascosta la causa della morte, che lui scoprì solo in età adulta. Ha conseguito la maturità classica all'Istituto San Giuseppe del capoluogo piemontese e ha intrapreso gli studi di giurisprudenza presso l'Università degli Studi di Torino. Nell'autunno del 1985, interrotti gli studi in giurisprudenza, inizia una collaborazione con la redazione torinese del Corriere dello Sport - Stadio.

### Gli anni aLa Stampae in RAI
Nel dicembre 1988 si trasferisce alla redazione romana de La Stampa, con frequenti trasferte a Napoli. L'anno seguente passa dal calcio e tennis alla politica, diventando corrispondente da Montecitorio. Da lì racconta la stagione di Mani pulite e la nascita della cosiddetta Seconda Repubblica. Nell'estate del 1993 è inviato di guerra nella Sarajevo sotto assedio.
Nel 1998 torna a Milano per dirigere Specchio, il settimanale de La Stampa, dove tra l'altro tiene una rubrica di posta sentimentale, Cuori allo Specchio. Dall'anno successivo è curatore di una rubrica in prima pagina de La Stampa, in taglio basso, il Buongiorno: un corsivo di ventidue righe a commento di uno dei fatti della giornata.

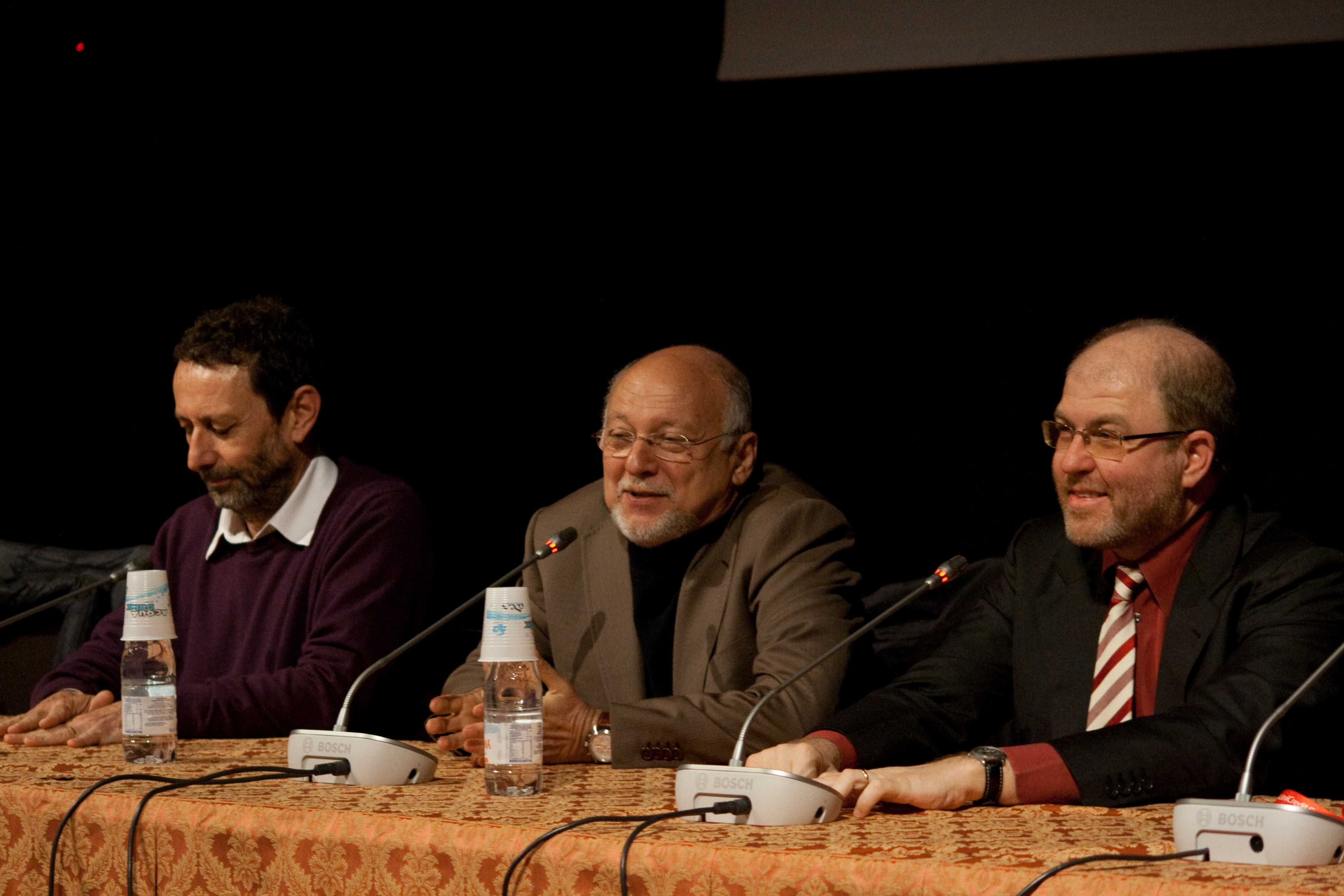
Michele Serra, Vittorio Zucconi e Massimo Gramellini al Festival internazionale del giornalismo di Perugia nel 2010

Nell'ottobre 2005 assume la vice-direzione de La Stampa. Collabora con la trasmissione televisiva Che tempo che fa di Rai 3, dove ogni sabato sera commenta con Fabio Fazio i sette personaggi o fatti più importanti della settimana.
Ha pubblicato alcuni saggi che trattano della società e della politica italiana, un almanacco sui 150 anni della storia d'Italia (con Carlo Fruttero) e due serie di racconti sulla sua squadra del cuore, il Torino. Il 29 aprile 2010 è uscito il suo primo romanzo, L'ultima riga delle favole, una favola esoterica sull'amore che in Italia ha venduto oltre 250 000 copie ed è stata tradotta in vari Paesi. Il primo marzo 2012 è uscito il suo secondo romanzo, Fai bei sogni, che è risultato il libro più venduto del 2012, con oltre un milione di copie.
A partire dall'autunno 2016, conduce il programma Le parole della settimana in onda il fine settimana, prima di Che tempo che fa, trasformato successivamente in Le Parole.
Dopo aver trascorso 28 anni a La Stampa, sabato 21 gennaio 2017 saluta i suoi lettori con un ultimo Buongiorno.

### Il passaggio alCorriere della Serae a LA7
Dopo l'addio a La Stampa, dal 13 febbraio 2017 collabora al Corriere della Sera.
Nel 2018 diventa docente all'Università IULM di Milano nel master di Arti del racconto, dove tiene il corso di "Informazione e storytelling".
Nel 2022 vince il 'Premio letterario La Tore isola d'Elba' a Marciana Marina, già assegnato tra gli altri a Camilleri, Vitali, Cazzullo e Veltroni.
Dal palinsesto 2023-2024, Gramellini abbandona la Rai per approdare a LA7 con una nuova trasmissione, In altre parole, in onda due volte alla settimana. Il suo posto su Rai 3 verrà preso da Serena Bortone, conduttrice di Chesarà... Nel gennaio 2024 va in onda su Canale 5 I fantastici 5, serie ideata da lui e scritta dalla moglie Simona Sparaco.

### Vita privata
È stato sposato con Maria Laura Rodotà, giornalista e figlia del giurista Stefano Rodotà. Attualmente è sposato con la scrittrice Simona Sparaco; la coppia ha avuto un figlio, Tommaso, nato nel 2019. Si considera credente ma non cattolico.
È fratellastro dell'attrice pornografica Benny Green, la cui madre sposò in seconde nozze il padre di Gramellini.

## Controversie
Per un passaggio del suo Buongiorno pubblicato su La Stampa del 24 ottobre 2014, che è il seguente «Le leggi valgono per tutti ed è inaccettabile che la comunità rom si arroghi il diritto di violarle con sistematicità, adducendo il rispetto di tradizioni che giustificano il furto e l'accattonaggio infantile», Gramellini è stato denunciato all'Ordine dei giornalisti ed è stato oggetto di un esposto alla Procura di Torino per diffamazione e istigazione all'odio etnico-razziale da parte dell'Istituto di Cultura Sinta di Mantova, di Sucar Drom e dell'Osservatorio della Provincia di Mantova contro le discriminazioni.
Altri interventi di Gramellini hanno attirato critiche per razzismo, sessismo e per il tono definito "qualunquista".

## Opere
- 1994 colpo grosso, con Pino Corrias e Curzio Maltese, Milano, Baldini & Castoldi, 1994.
- Compagni d'Italia, Milano, Sperling & Kupfer, 1997.
- Buongiorno. Il meglio o comunque il meno peggio, Torino, La Stampa, 2002.
- Buongiorno Piemonte, Scarmagno, fotografie di Livio Bourbon, Priuli & Verlucca, 2005.
- Buongiorno Montagne Olimpiche, fotografie di Livio Bourbon, Scarmagno, Priuli & Verlucca, 2006.
- Buongiorno Liguria, fotografie di Livio Bourbon, Scarmagno, Priuli & Verlucca, 2007.
- Granata da legare, Ivrea, Priuli & Verlucca, 2006.
- Ci salveranno gli ingenui, Milano, Longanesi, 2007.
- Toro. I migliori derby della nostra vita, Scarmagno, Priuli & Verlucca, 2007.
- Cuori allo specchio, Milano, Longanesi, 2008.
- Buongiorno. Dieci anni, Torino, La Stampa, 2009.
- L'ultima riga delle favole, Milano, Longanesi, 2010.
- La patria, bene o male, con Carlo Fruttero, Milano, Arnoldo Mondadori Editore, 2010.
- Fai bei sogni, Milano, Longanesi, 2012.
- La magia di un buongiorno, Milano, Longanesi, 2014.
- Avrò cura di te, con Chiara Gamberale, Milano, Longanesi, 2014.
- Prima che tu venga al mondo, Milano, Solferino, 2019.
- C'era una volta adesso, Milano, Longanesi, 2020.

## Televisione
- Che tempo che fa (Rai 3, 2013-2016)
- Le parole (Rai 3, 2016-2023)
- Cyrano - L'amore fa miracoli (Rai 3, 2018)
- In altre parole (LA7, dal 2023)